# Klappbuch
Als Klappbuch wird eine Buchform bezeichnet, bei der die Seiten horizontal geteilt sind, so dass sich die Seitenteile unabhängig voneinander umwenden („umklappen“) lassen, wodurch sich die Inhalte mehrerer Seiten zu scheinbar neuen Seiten kombinieren lassen.
Bekannte Beispiele stammen aus dem Bereich des Kinderbuches, etwa das Bilder-Klappbuch 
8192 quite crazy people in one book von Walter Trier. Dabei enthalten die Seiten Bilder verschiedener Personen (Kasperle, Primaballerina, Ritter usw.) derart, dass bei den Teilen die Anschlüsse zusammenpassen. Durch Aufklappen von Teilen unterschiedlicher Seiten entstehen zahlreiche groteske Kombinationen.
Die Zahl der möglichen Kombinationen kann aufgrund der sogenannten kombinatorischen Explosion sehr groß sein. Bei n Blatt und k Teilen pro Blatt gibt es nk herstellbare Kombinationen, wenn beide Seiten eines Blattes bedruckt sind, sind es 2 nk.
Das Prinzip lässt sich nicht nur auf bildliche, sondern auch auf Textinhalte anwenden. Das bekannteste derartige Beispiel ist Raymond Queneaus Hunderttausend Milliarden Gedichte, eine Sammlung aus 10 Sonetten, denen jeweils das gleiche Reimschema zugrunde liegt, so dass durch Aufklappen unterschiedlicher Teile sich die im Titel erwähnte Zahl von 1014 unterschiedlichen Sonetten ergibt.